# 슈퍼 빼꼼: 스파이 대작전
"슈퍼 빼꼼: 스파이 대작전"은 2017년에 개봉한 대한민국의 영화이다.

## 성우진
- 김태균 : 빼꼼 역
- 최정현 : 제시카 / 로라 역
- 최낙윤 : 화이트 / 국방부 장관 역
- 남도형 : 정보국장 / 대장 펭귄 역
- 윤용식 : 대통령 / 장관 역
- 김성연 : 남자 아이 역
- 박상호 : 펭귄들 역
- 장현주 : 펭귄들 2 역